# 541618 Magyaribéla
541618 Magyaribéla è un asteroide della fascia principale. Scoperto nel 2011, presenta un'orbita caratterizzata da un semiasse maggiore pari a 1,9093776 au e da un'eccentricità di 0,0616342, inclinata di 22,24811° rispetto all'eclittica.